# Cmentarz żydowski w Kobylinie
Cmentarz żydowski w Kobylinie – kirkut mieścił się w Kobylinie przy ul. Grunwaldzkiej. Powstał w XVIII wieku. W czasie okupacji hitlerowskiej nekropolia została zdewastowana. 
Ostatni pogrzeb na terenie cmentarza miał miejsce w 1939 roku. Powierzchnia kirkutu przed 1939 wynosiła 0,6 ha. Część terenu nekropolii została zabudowana. 
Latem 1993 roku odkryto w Kobylinie 31 płyt nagrobnych z żydowskiego cmentarza, ułożonych w chodnik wzdłuż zabudowań gospodarczych klasztoru oo. franciszkanów. Opisał to wydarzenie o. Fryderyk Grzesiek OFM [Bolesne znalezisko, „Kobylin”, 1993, nr 3 (7)]. W 1998 roku w Kobylinie u zbiegu ulic Grunwaldzkiej i Rębiechowskiej powstało z ocalałych macew lapidarium upamiętniające były kirkut. 